# Posavje

Le Posavje (que l’on pourrait traduire par « Région proche de la Save ») est une petite région du sud-est de la Slovénie située à la frontière avec la Croatie. Les trois communes principales de la région sont Brežice, Krško et Sevnica mais on y trouve également les communes de Kostanjevica na Krki, Radeče et Bistrica ob Sotli.
Le Posavje est parcouru par la rivière Save et s’étend sur une superficie de 885 km2 ce qui représente moins de 5 % du territoire slovène. Il s’agit en fait d’une sous-région appartenant à la région de la Basse-Styrie. Les autres rivières importantes de la zone sont les rivières Krka et Sotla. La région est située à la limite nord des Alpes dinariques et à la limite sud de la plaine de Pannonie
La région est touristique avec notamment la présence du parc naturel de Kozjansko.